# Laveshaus (Hannover)

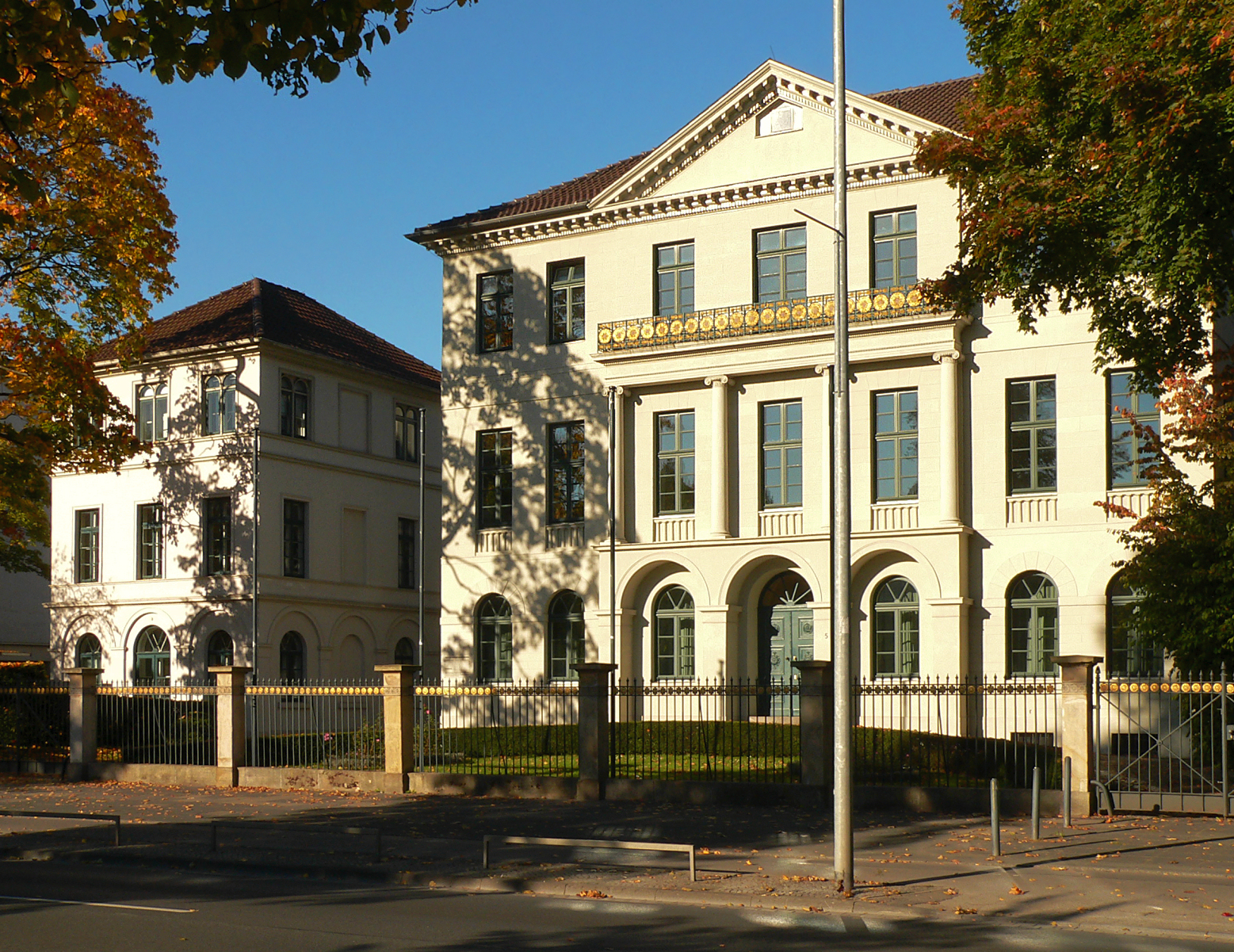
Laveshaus

Das Laveshaus am Friedrichswall 5 in Hannover ließ der Architekt, Stadtplaner und Bauingenieur Georg Ludwig Friedrich Laves (1788–1864) von 1822 bis 1824 als eigenes Wohnhaus errichten und bewohnte es bis zu seinem Lebensende. Laves war seit 1814 als Hofarchitekt des Königreichs Hannover tätig und ein Vertreter des Klassizismus.

## Geschichte

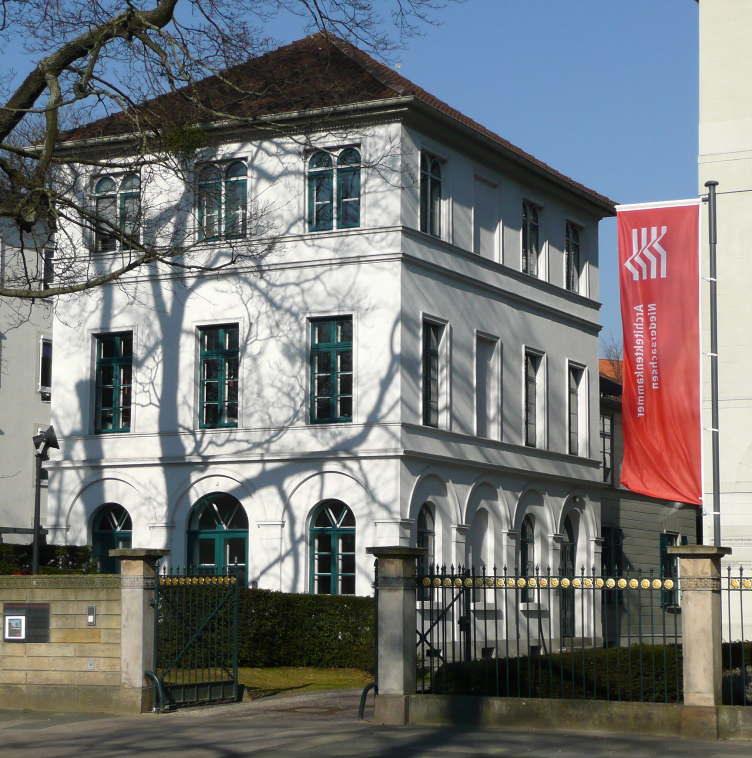
Atelierhaus neben dem Laveshaus

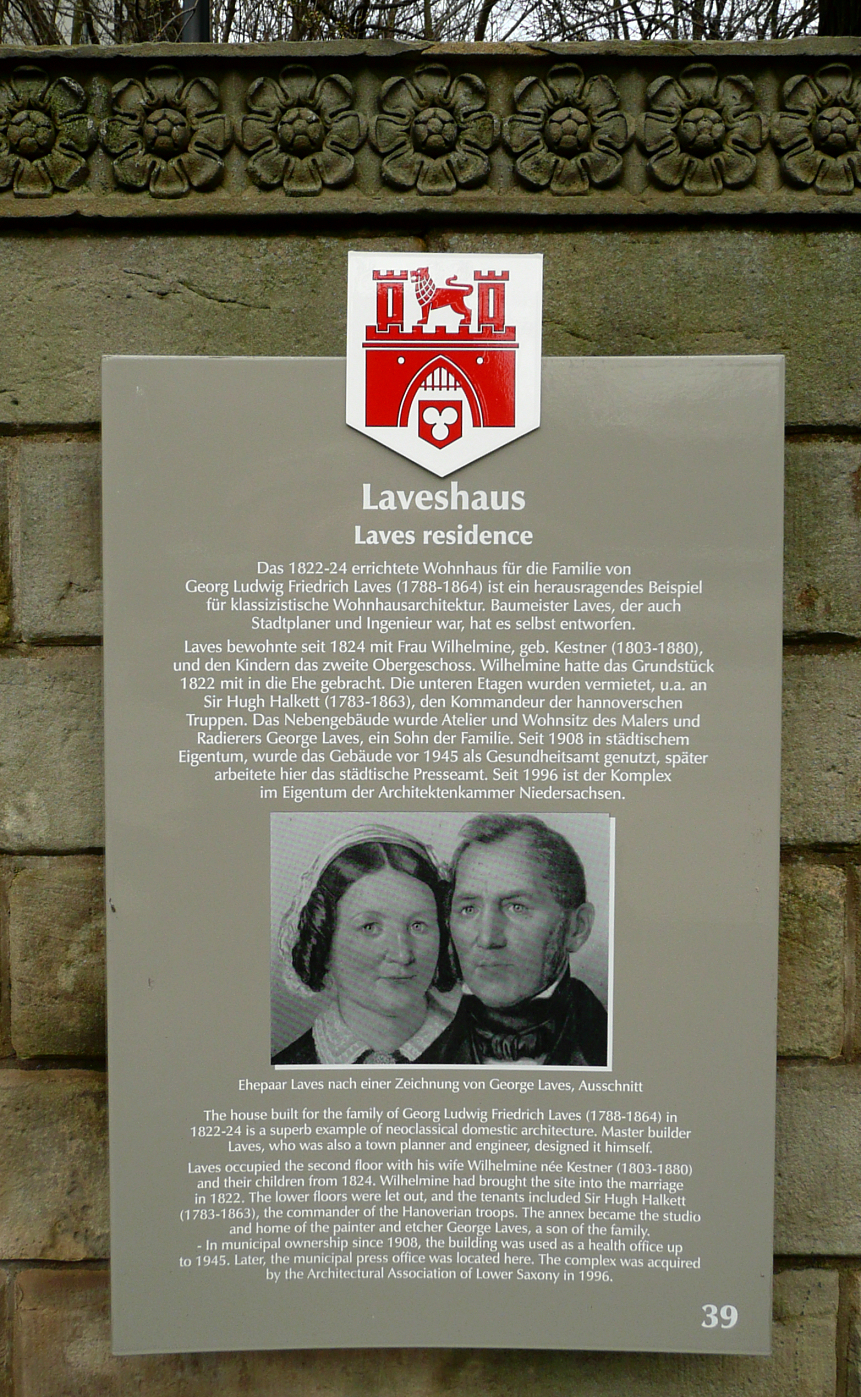
Stadttafel an der Grundstückseinfriedung

Das dreistöckige Haus entwarf Laves im klassizistischen Stil für sich und seine Familie. Das Grundstück hatte seine Frau als Mitgift von ihrem Vater in die Ehe eingebracht. Die Familie bewohnte das Haus im dritten Obergeschoss. Die unteren beiden Etagen, darunter die „Bel-Etage“ im ersten Obergeschoss, vermietete Laves an honorige Persönlichkeiten, wie den französischen Gesandten am hannoverschen Könighof, Louis-Henri de Roger de Cahuzac († 11. Februar 1839) oder den Kommandanten der Hannoverschen Brigade Ihrer Majestät, Sir Hugh Halkett.
An der westlichen Grundstücksgrenze ließ Laves um 1855 für seinen Sohn George, der Kunstmaler war, ein kleineres, zunächst zweistöckiges Atelierhaus errichten, das von 1862 bis 1863 zur Straßenseite hin um ein Wohnhaus erweitert und 1873 durch den Architekten Justus Heinrich Jakob Molthan nochmals aufgestockt wurde. Es lehnte sich stilmäßig stark an das Haupthaus an. Nach dem Tod von Laves blieb das Grundstück in Familienbesitz. 1908 erwarb es die Stadt Hannover und richtete dort das städtische Gesundheitsamt ein.
Die Luftangriffe auf Hannover im Zweiten Weltkrieg überstand das freistehende Laveshaus unversehrt, während ringsherum viele Gebäude zerstört wurden. Nach dem Krieg war das städtische Fremdenverkehrsamt im Gebäude untergebracht.
Ein langjähriger Mieter nach dem Krieg war der sozialdemokratische ehemalige Widerstandskämpfer Wilhelm Hahn junior.
1996 erwarb die Architektenkammer Niedersachsen das Haus und machte es 1998 zu ihrem Sitz sowie dem der Lavesstiftung. Zuvor wurde es unter Beachtung der Denkmalpflege grundlegend saniert.